# Wayang-Windu
Wayang-Windu is een lavakoepel bestaande uit twee vulkanen Wayang (Indonesisch Gunung Wayang) en Windu (Indonesisch Gunung Windu) op het Indonesische eiland Java in de provincie West-Java.
Wayang-Windu ligt zo'n 50 kilometer ten zuiden van Bandung.